# إدواردو مورينو
إدواردو مورينو (بالإسبانية: Eduardo Moreno)‏ هو سباح مكسيكي، ولد في 28 يونيو 1944 في مدينة مكسيكو في المكسيك.

## روابط خارجية
- إدواردو مورينو على موقع أوليمبيديا (الإنجليزية)